# Pittsfield (Illinois)
Pittsfield es una ciudad ubicada en el condado de Pike en el estado estadounidense de Illinois. En el Censo de 2010 tenía una población de 4576 habitantes y una densidad poblacional de 355,35 personas por km².

## Geografía
Pittsfield se encuentra ubicada en las coordenadas 39°36′30″N 90°49′15″O / 39.60833, -90.82083. Según la Oficina del Censo de los Estados Unidos, Pittsfield tiene una superficie total de 12.88 km², de la cual 11.87 km² corresponden a tierra firme y (7.8%) 1 km² es agua.

## Demografía
Según el censo de 2010, había 4576 personas residiendo en Pittsfield. La densidad de población era de 355,35 hab./km². De los 4576 habitantes, Pittsfield estaba compuesto por el 93.58% blancos, el 5.35% eran afroamericanos, el 0.22% eran amerindios, el 0.24% eran asiáticos, el 0.07% eran isleños del Pacífico, el 0.17% eran de otras razas y el 0.37% pertenecían a dos o más razas. Del total de la población el 1.31% eran hispanos o latinos de cualquier raza.